# Mangelia ossea
Mangelia ossea é uma espécie de gastrópode do gênero Mangelia, pertencente a família Mangeliidae.